# Каменюк Олександр Олександрович
Олександр Олександрович Каменюк (нар. 12 листопада 1981 — 18 лютого 2015) — капітан міліції, спецпідрозділ «Грифон», учасник російсько-української війни.

## Життєвий шлях
Каменюк Олександр Олександрович народився 12 листопада 1981 року в Полтаві.
Закінчив Сумське училище початкової підготовки працівників міліції, Національну академію внутрішніх справ України. Пройшов строкову військову службу у Збройних Силах України.
Проживав у місті Полтаві. Працював міліціонером, інспектором, старшим інспектором спеціальної окремої роти судової міліції «Грифон» УМВС України в Полтавській області. Капітан міліції.
Учасник антитерористичної операції на Сході України. Зник безвісти 18 лютого 2015 року, під час виходу з оточення в районі міста Дебальцевого Донецької області. За результатами експертизи ДНК ідентифікований та визнаний як загиблий.
17 травня 2019 року перепохований на Алеї Героїв, що на міському кладовищі, міста Полтава.
Залишились батьки, дружина та донька.

## Нагороди
- Указом Президента України № 161/2017 від 13 червня 2017 року, «за особисту мужність, виявлену у захисті державного суверенітету та територіальної цілісності України, самовіддане виконання військового обов'язку», нагороджений орденом «За мужність» III ступеня (посмертно)[2]